# Перес, Джефферсон
Джефферсон Леонардо Перес Кесада (исп. Jefferson Leonardo Pérez Quezada; род. 1 июля 1974, Куэнка) — эквадорский легкоатлет, специализирующийся в спортивной ходьбе. Олимпийский чемпион, трёхкратный чемпион мира.

## Биография
Заниматься спортивной ходьбой Джефферсон Перес начал случайно. Готовясь к сдаче экзамена по физкультуре он попросил разрешения несколько недель заниматься в секции со спортсменами-скороходами. Там его заметил тренер Луис Муньос и посоветовал заниматься профессионально. Уже через несколько недель подготовки Перес выиграл свои первые соревнования и получил право представлять Эквадор на международных соревнованиях в Нью-Йорке и Лондоне.
В 1988 году в родной Куэнке он выиграл на пятикилометровой дистанции в рамках южноамериканского молодёжного чемпионата. Два года спустя он повторил своё достижение на том же турнире, который проходил в Лиме. Тогда же он завоевал бронзовую медаль на десятикилометровой дистанции на молодёжном чемпионате мира в Болгарии.
В 1992 году эквадорец стартовал на своей первой Олимпиаде, но не смог финишировать на дистанции в 20 километров. Зато четыре года спустя, на той же дистанции, Перес стал самым молодым в истории ходьбы олимпийским чемпионом. После своей победы он совершил пешее паломничество из родного города в Кито, преодолев 459 километров до францисканского монастыря.
На двух следующих Играх — в Сиднее и Афинах Перес дважды занимал обидное четвёртое место, останавливаясь в шаге от медали на двадцатикилометровой дистанции. Также в Афинах он выступил на непрофильной дистанции в 50 километров, где занял 12-е место.
Несмотря на относительные олимпийские неудачи в начале 2000-х Перес был одним из сильнейших скороходов мира. В 1999 году, в Севилье он завоевал серебряную медаль на чемпионате мира, а четыре года спустя, в Париже, стал первым, установив мировой рекорд 1:17:21, который простоял до 2007 года. После победы в Париже Перес дважды защищал звание чемпиона мира в Хельсинки и Париже, став трёхкратным чемпионом мира.
На своей последней Олимпиаде Джефферсон Перес завоевал серебряную медаль в коронной двадцатикилометровой гонке, уступив только Валерию Борчину. После Олимпиады эквадорец завершил карьеру — последним его стартом стали соревнования в Мурсии, но которых он занял третье место.